# Viviane Chantel
 (novembre 2017).
Si vous disposez d'ouvrages ou d'articles de référence ou si vous connaissez des sites web de qualité traitant du thème abordé ici, merci de compléter l'article en donnant les références utiles à sa vérifiabilité et en les liant à la section « Notes et références ».
Josiane Peeters dite Viviane Chantel, née  en 1925 à Bruxelles et morte le 11 septembre 1992 à Bruxelles, est une actrice et chanteuse belge.

## Filmographie
- 1944 : Soldats sans uniforme
- 1945 : Baraque n° 1
- 1947 : Le Cocu magnifique
- 1947 : Les Atouts de Monsieur Wens
- 1960 : Plein soleil
- 1960 : Dans ma rue
- 1962 : Just for Fun
- 1970 : Le Passager de la pluie
- 1970 : Musique s'il vous plaît
- 1975 : Le Renard à l'anneau d'or
- 1990 : Dilemma

## Discographie
- Irma la douce, Viviane Chantel et Roger Bourdin.
- Perdu dans les étoiles
- Airs de films, no. 4